# Pedro Pireza
Pedro Pireza (30 settembre 1911 – 1989) è stato un calciatore portoghese, di ruolo attaccante.

## Carriera

### Club
Ha giocato tutta la carriera nel campionato portoghese.

### Nazionale
Ha collezionato 2 presenze con la maglia della Nazionale.

## Statistiche

### Presenze e reti in Nazionale
| Cronologia completa delle presenze e delle reti in nazionale ― Portogallo | Cronologia completa delle presenze e delle reti in nazionale ― Portogallo | Cronologia completa delle presenze e delle reti in nazionale ― Portogallo | Cronologia completa delle presenze e delle reti in nazionale ― Portogallo | Cronologia completa delle presenze e delle reti in nazionale ― Portogallo | Cronologia completa delle presenze e delle reti in nazionale ― Portogallo | Cronologia completa delle presenze e delle reti in nazionale ― Portogallo | Cronologia completa delle presenze e delle reti in nazionale ― Portogallo |
| Data                                                                      | Città                                                                     | In casa                                                                   | Risultato                                                                 | Ospiti                                                                    | Competizione                                                              | Reti                                                                      | Note                                                                      |
| ------------------------------------------------------------------------- | ------------------------------------------------------------------------- | ------------------------------------------------------------------------- | ------------------------------------------------------------------------- | ------------------------------------------------------------------------- | ------------------------------------------------------------------------- | ------------------------------------------------------------------------- | ------------------------------------------------------------------------- |
| 26-1-1936                                                                 | Lisbona                                                                   | Portogallo                                                                | 2 – 3                                                                     | Austria                                                                   | Amichevole                                                                | -                                                                         |                                                                           |
| 12-1-1941                                                                 | Lisbona                                                                   | Portogallo                                                                | 2 – 2                                                                     | Spagna                                                                    | Amichevole                                                                | -                                                                         |                                                                           |
| Totale                                                                    |                                                                           | Presenze                                                                  | 2                                                                         |                                                                           | Reti                                                                      | 0                                                                         |                                                                           |